# Charbonnages et Hauts-Fourneaux d'Ougrée
De Société Anonyme des Charbonnages et Hauts-Fourneaux d'Ougrée (N.V. der Steenkoolmijnen en Hoogovens te Ougrée) was een maatschappij die steenkoolmijnen en een hoogovenbedrijf exploiteerde.

## Geschiedenis
Reeds in 1447 werd melding gemaakt van steenkoolwinning te Ougrée, toen het Sint-Janskapittel aan een groep compagnons een concessie uitgaf. In de daaropvolgende eeuwen werd er op kleine schaal, met wisselend succes, steenkool gewonnen. 
In 1806 was er geen sprake van steenkoolwinning.
Op 31 juli 1827 werd door het toenmalige Verenigd Koninkrijk der Nederlanden een concessie uitgegeven aan de gebroeders Charles-James Cockerill en John Cockerill. Twee jaar later deelden zij de concessie met enkele andere Luikse investeerders. De toenmalige Société du Charbonnage d'Ougrée was nog altijd nauwelijks rendabel, vanwege de hoge transportkosten. Daarom wilden de eigenaars ook een metallurgisch bedrijf op de locatie van de mijn oprichten, waartoe een beroep op de banken werd gedaan. Zo zou het dure transport van de steenkool overbodig worden, daar deze ter plaatse kon worden aangewend.
Op 27 september 1835 werd aldus de S.A. des Charbonnages et Hauts-Fourneaux d'Ougrée opgericht. Er kwam een cokesfabriek, een hoogovenbedrijf voor de productie van gietijzer, en een fabriek voor enkele eindproducten gereed. In 1836 kwamen de eerste twee hoogovens in bedrijf. Later werden er nog twee bijgebouwd.
In 1892 ging het bedrijf samen met de Fabrique de Fer d'Ougrée tot de Société Anonyme d'Ougrée, welke in 1900 met de Charbonnages de Marihaye tot de Société Anonyme d'Ougrée-Marihaye.

## Externe bron
- Gebruik is gemaakt van de Franstalige Wikipedia.